# Joaquim Moya Gil
Joaquim Moya Gil (Amposta, 12 de novembre de 1931 - Amposta, 20 de setembre de 2013) fou un futbolista i entrenador de futbol català. Va jugar al Futbol Club Barcelona i altres clubs catalans del 1950 al 1966, on va fer funcions de mig volant dret.

## Trajectòria
Debutà amb l'Amposta Atlètic la temporada 1949-50. Jugà amb l'Amposta del 1950 al 1955 en diferents categories inferiors. El Futbol Club Barcelona el fitxà el 1956. Disputà diferents partits internacionals amistosos i és cedit al Club Deportiu Condal, on és titular a la primera divisió. Preseleccionat per a la selecció Catalana per als Jocs del Mediterrani de Barcelona 1951/52. Seleccionat l'any 1956/57 amb la selecció Catalana per a jugar contra la selecció del Brasil amateur.
Posteriorment milita al Gimnàstic de Tarragona (1960-61), al Club Deportiu Sabadell (1961-63), al Club Deportiu Tortosa (1963-65) i al Club Deportiu Vilanova (1965-66). Després, abandonà la feina de jugador per continuar vinculat al món del futbol com a entrenador d'equips tarragonins. Entrena el Club Deportiu Alcanar, la Unió Esportiva Rapitenca, el Club de Futbol Amposta, el Club de Futbol Ulldecona, el Club Deportiu Gandesa, el Club de Futbol La Sénia, el Club de Futbol Jesús i Maria, el Club Deportiu Tortosa, el Club de Futbol Aldeana, el Club de Futbol Santa Bàrbara i el Club de Futbol Torreforta.
Fou guardonat amb la Medalla al Mèrit Esportiu per la Federació Catalana de Futbol i la Insígnia d'Argent pel Comité Tècnic d'Entrenadors. Guanyador al Centenari de la Federació Catalana de Futbol al Mèrit Esportiu (medalla d'argent). Escut d'argent per part de La Penya Barcelonista Joan Gamper d'Amposta. Triat la temporada 1989/90 com a millor entrenador provincial.
La temporada 1955-1956 fou l'última que Moya jugà en l'Amposta, perquè el fitxà el Barcelona i va haver de traslladar-se a aquella ciutat per incorporar-se en aquest club, que el cedí a l'España Industrial, equip filial del Barça, el qual, per a poder jugar en primera divisió, va canviar aquest nom d'empresa pel de "Ciudad Condal".
En el Condal, Moya hi jugà una temporada en primera, la 1956-1957 i, tres en Segona; despés ho feu en el Nàstic de Tarragona, el Sabadell, el Tortosa i el Vilanova, club aquest últim on acabà la seva singladura com a jugador professional, la temporada 1967-1968.
Posteriorment, Joaquín Moya, sempre enamorat del futbol, actuà 25 temporades com a entrenador, poden dir que les quatre en què entrenà a l'Amposta, dels 64 partits que es disputaren a casa, l'equip només en va perdre un, contra el Martinenc.
De Moya ha de dir-se que és considerat pels entesos el millor jugador local des del 1952 (any que debutà en el primer equip de l'Amposta) fins al 1990.
Les seves virtuts futbolístiques foren: un gran sentit per a col·locar-se en el lloc des d'on podia iniciar excel·lents jugades, una cintura molt flexible, gran domini de la pilota amb els dos peus, especialment amb el dret, i un acceptable control amb el cap. Els seus "passes" als companys eren d'una gran precisió i, quan podia xutar a porta, ho feia amb uns trets tan col·locats que aconseguia gols d'una gran bellesa.
Per tot això, Joaquín Moya Gil resulta una figura inoblidable en la història del futbol ampostí.